# Landry, Savoie
Landry là một xã thuộc tỉnh Savoie trong vùng Rhône-Alpes ở đông nam nước Pháp. Xã này nằm ở khu vực có độ cao từ 724-2680 mét trên mực nước biển.